# Campeonato Carioca de Futebol de 1955
O Campeonato Carioca de Futebol de 1955 foi a 57.ª edição deste certame.

## Classificação

### 1º e 2º turnos
O primeiro colocado está classificado às finais. Os seis primeiros colocados se classificam para o 3º turno.
| Pos. | Equipes       | Pts | J  | V  | E | D  | GP | GC | SG  |
| ---- | ------------- | --- | -- | -- | - | -- | -- | -- | --- |
| 1    | Flamengo      | 36  | 22 | 17 | 2 | 3  | 71 | 24 | 47  |
| 2    | Vasco da Gama | 35  | 22 | 16 | 3 | 3  | 50 | 19 | 31  |
| 3    | Fluminense    | 30  | 22 | 14 | 2 | 6  | 44 | 35 | 9   |
| 4    | America       | 29  | 22 | 13 | 3 | 6  | 54 | 32 | 22  |
| 5    | Bangu         | 28  | 22 | 11 | 4 | 7  | 53 | 29 | 24  |
| 6    | Bonsucesso    | 26  | 22 | 11 | 4 | 7  | 33 | 31 | 2   |
| 7    | Botafogo      | 23  | 22 | 10 | 3 | 9  | 38 | 33 | 5   |
| 8    | Portuguesa    | 14  | 22 | 6  | 2 | 14 | 32 | 52 | –20 |
| 9    | Olaria        | 13  | 22 | 5  | 3 | 14 | 32 | 48 | –16 |
| 9    | São Cristóvão | 13  | 22 | 4  | 5 | 13 | 25 | 54 | –29 |
| 11   | Canto do Rio  | 9   | 22 | 3  | 3 | 16 | 33 | 56 | –23 |
| 12   | Madureira     | 8   | 22 | 3  | 2 | 17 | 24 | 76 | –52 |

### 3º turno
O primeiro colocado está classificado às finais.
| Pos. | Equipes       | Pts | J | V | E | D | GP | GC | SG  |
| ---- | ------------- | --- | - | - | - | - | -- | -- | --- |
| 1    | America       | 9   | 5 | 4 | 1 | 0 | 16 | 6  | 10  |
| 2    | Fluminense    | 7   | 5 | 3 | 1 | 1 | 11 | 5  | 6   |
| 2    | Vasco da Gama | 7   | 5 | 3 | 1 | 1 | 12 | 7  | 5   |
| 4    | Flamengo      | 4   | 5 | 2 | 0 | 3 | 10 | 11 | –1  |
| 5    | Bangu         | 3   | 5 | 1 | 1 | 3 | 8  | 15 | –7  |
| 6    | Bonsucesso    | 0   | 5 | 0 | 0 | 5 | 2  | 15 | –13 |

### Finais

#### Primeiro jogo
| 26 de março de 1956 | Flamengo | 1 x 0 | America | Estádio do Maracanã ( Rio de Janeiro) |
|                     | Evaristo |       |         | Público: 87,623                       |

Flamengo: Chamorro, Tomires, Pavão, Jadir, Dequinha, Jordan, Joel, Duca, Paulinho, Evaristo e Zagalo.

#### Segundo jogo
| 1 de abril de 1956 | America | 5 x 1 | Flamengo | Estádio do Maracanã ( Rio de Janeiro) |
|                    |         |       | Joel     | Público: 102,002                      |

Flamengo: Chamorro, Tomires, Pavão, Jadir, Dequinha, Jordan, Joel, Duca, Paulinho, Evaristo e Zagalo.

#### Terceiro jogo
Para o Flamengo a vitória valia um tri campeonato. Para o America um título que não conquistava desde de 1935. Neste ano, o Rio de Janeiro tinha duas Ligas. O Botafogo foi campeão pela Associação Metropolitana de Futebol e o America pela Liga Carioca de Futebol. Flamengo e America terminaram o campeonato iguais e a decisão foi através de uma melhor de três partidas. No primeiro jogo, o Flamengo venceu por 1 a 0 com um gol de Evaristo no ultimo minuto da partida. O segundo encontro foi ganho pelo America, e de goleada: 5 a 1. Parecia o adeus do tri. Os americanos acharam que o título ficou bem mais perto.
A partir desta goleada, o treinador Fleitas Solich começou a arquitetar um novo esquema para conquistar o tão sonhado tri campeonato. Um título que tinha sido prometido pelos jogadores ao seu presidente Gilberto Cardoso. Ele morreu antes do termino do campeonato, depois de assistir a uma vitória do basquetebol do Flamengo na última cesta da partida. A defesa tinha tomado cinco gols e precisava de um homem mais duro, mais decidido e mais alto para não deixar Leônidas da Selva fazer gols de cabeça. Servilho que estava na reserva foi o escolhido. No ataque, ele queria mais movimentação. Para isso colocou o alagoano Dida que terminou sendo o herói do jogo assinalando os quatro gols da vitória de 4 a 1. 
O juiz foi Mário Vianna e o jogo realizado no dia 4 de março de 1956.
Durante a realização da partida tudo deu certo para o Flamengo. Ainda no primeiro tempo, uma entrada mais dura de Tomires em Alarcón, o atacante americano deixou o campo e o clube de Campos Sales ficou com dez jogadores. Dida estava endiabrado e jogou uma de suas melhores partidas com a camisa do Flamengo. Os quatro gols que marcou deixou a torcida do Mengão eufórica e fazendo um carnaval fora de época. Depois da partida jogadores do Flamengo foram ao Cemitério são João Batista e fizeram sua última homenagem ao presidente Gilberto Cardoso.
| 4 de Abril de 1956 | Flamengo | 4 x 1         | America | Estádio do Maracanã ( Rio de Janeiro)  |
|                    | Dida     | Ficha Técnica | Romeiro | Público: 147,661 Árbitro: Mário Vianna |

| Flamengo | America |

|                |   |                    |  |
|                |   |                    |  |
| G              | 1 | Chamorro           |  |
| Z              | ' | Tomires            |  |
| Z              | ' | Pavão              |  |
| Z              | ' | Servílio           |  |
| M              | ' | Dequinha           |  |
| M              | ' | Jordan             |  |
| M              | ' | Joel               |  |
| A              | ' | Duca               |  |
| A              | ' | Evaristo de Macedo |  |
| A              | ' | Dida               |  |
| A              | ' | Zagallo            |  |
| Treinador:     |   |                    |  |
| Fleitas Solich |   |                    |  |

|                  |   |                   |  |
|                  |   |                   |  |
| G                | 1 | Pompeia           |  |
| Z                | ' | Rubens            |  |
| Z                | ' | Édson             |  |
| Z                | ' | Ivan              |  |
| M                | ' | Osvaldinho        |  |
| M                | ' | Hélio             |  |
| M                | ' | Canário           |  |
| A                | ' | Romeiro           |  |
| A                | ' | Leônidas da Selva |  |
| A                | ' | Martín Alarcón    |  |
| A                | ' | Ferreira          |  |
| Treinador:       |   |                   |  |
| Martim Francisco |   |                   |  |

## Classificação final
| Pos. | Equipes       | Pts | J  | V  | E | D  | GP | GC | SG  |
| ---- | ------------- | --- | -- | -- | - | -- | -- | -- | --- |
| 1    | Flamengo      | 44  | 30 | 21 | 2 | 7  | 87 | 40 | 47  |
| 2    | America       | 40  | 30 | 18 | 4 | 8  | 75 | 44 | 31  |
| 3    | Vasco da Gama | 42  | 27 | 19 | 4 | 4  | 62 | 26 | 36  |
| 4    | Fluminense    | 37  | 27 | 17 | 3 | 7  | 55 | 40 | 15  |
| 5    | Bangu         | 31  | 27 | 12 | 5 | 10 | 61 | 44 | 17  |
| 6    | Bonsucesso    | 26  | 27 | 11 | 4 | 12 | 35 | 46 | –11 |
| 7    | Botafogo      | 23  | 22 | 10 | 3 | 9  | 38 | 33 | 5   |
| 8    | Portuguesa    | 14  | 22 | 6  | 2 | 14 | 32 | 52 | –20 |
| 9    | Olaria        | 13  | 22 | 5  | 3 | 14 | 32 | 48 | –16 |
| 9    | São Cristóvão | 13  | 22 | 4  | 5 | 13 | 25 | 54 | –29 |
| 11   | Canto do Rio  | 9   | 22 | 3  | 3 | 16 | 33 | 56 | –23 |
| 12   | Madureira     | 8   | 22 | 3  | 2 | 17 | 24 | 76 | –52 |

## Premiação
| Campeonato Carioca de 1955        |
| --------------------------------- |
| Rio de Janeiro                    |
| Flamengo Tri-Campeão (13º título) |